# سگوندو (کلرادو)

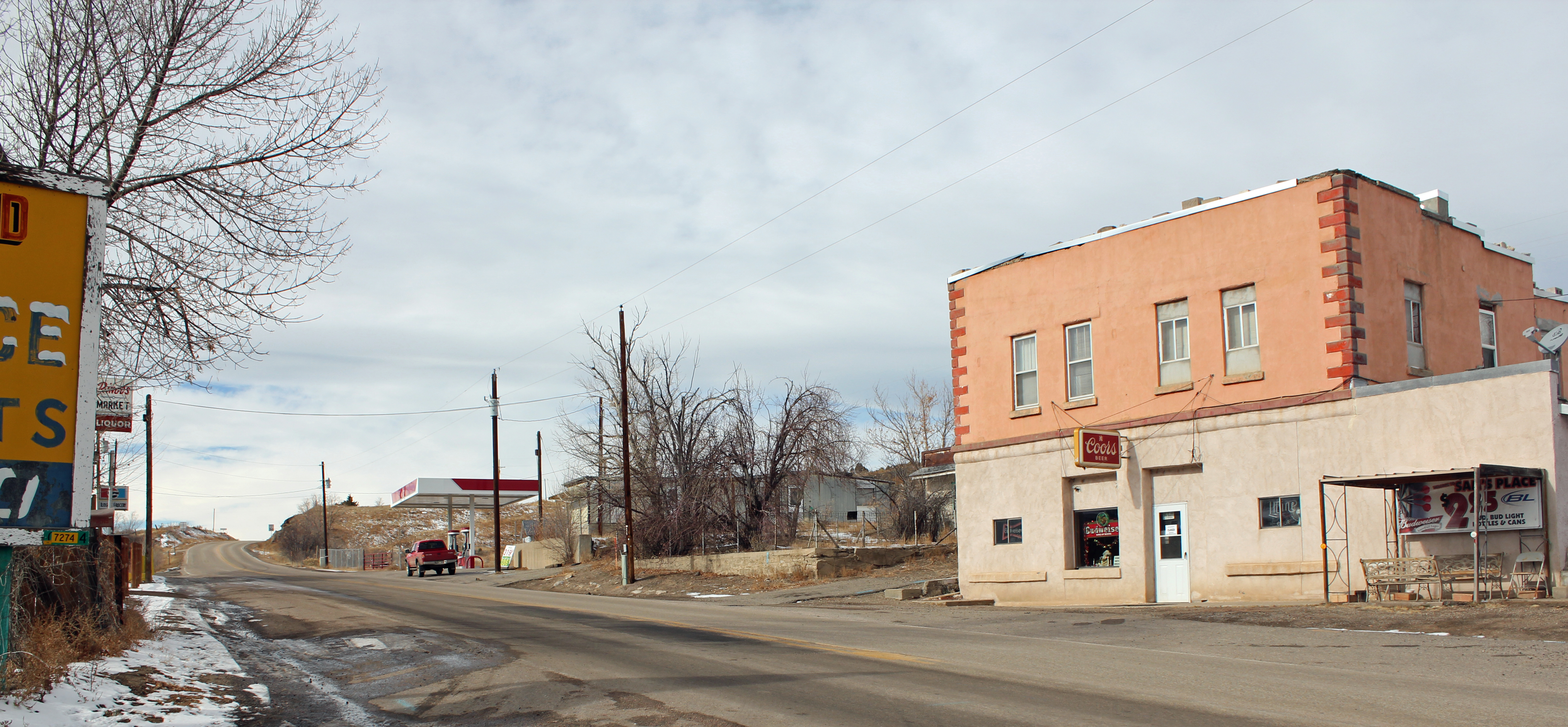
بزرگراه ۱۲ایالتی کلرادو از طریق سگوندو عبور می‌کند.

سگوندو، کلرادو (انگلیسی: Segundo, Colorado)اجتماعی است که در شهرستان لاس آنیماس واقع در ایالت، کلرادو، ایالات متحده ثبت قانونی نشده‌است.  این شهر واقع در غرب ترینیداد در بزرگراه ۱۲ ایالت کلرادو است و جمعیت آن ۹۸ نفر براساس (سرشماری سال ۲۰۱۰) است.
سگوندو توسط ایالت کلرادو برای تأمین سوخت و آهن در نظر گرفته شده بود و از آن برای استخراج معادن زغال سنگ بهره‌برداری می‌کردند. کارگران برای استخراج معادن زغال‌سنگ محلی سگوندو را اشغال کردند. این شهر دومین مکان صنعت معدن بود که توسط کمپانی (CF & I) توسعه پیدا کرد و نام آن را سگوندو گذاشتند زیرا به زبان اسپانیایی به معنی «دوم» است.  CF & I مسکن مناسب را برای استقرار تأمین کرد و با دریافت کمک و پشتیبانی از مرکز YMCA، مدرسه ابتدایی، کسب و کارهای کوچک و فروشگاه شرکت، گسترش پیدا کرد. شهر سگوندو تا دهه ۱۹۲۰، زمانی که مردم به دلیل مشکلات ثابت زیست‌محیطی و بهداشتی در ارتباط با آلودگی هوا که به نسبت خانه‌های قدیمشان فاقد سیستم لوله‌کشی داخلی بود تقاضای ترک محل را کردند و پس از آن کارگران آزاد شدند و همین مسئله باعث کاهش جمعیت شد. سپس بدنبال آتش‌سوزی بزرگ‌سال ۱۹۲۹، (CF & I) عملیات خود را در سگوندو متوقف کرد، و جمعیت شهر آنقدر کاهش یافت که تقریباً تبدیل به یک شهر ارواح شد. 